# FLYING BED
『FLYING BED』（フライングベッド）は、2019年4月8日（4月7日深夜）からZIP-FMで放送されているラジオ番組である。

## 概要
2019年3月まで放送されていた『POWER JAM』の後継番組としてスタートしたHIPHOP専門番組。前番組でコーナー出演だったラッパー・呂布カルマがナビゲーター、トラックメイカー・鷹の目がアシスタントを務めている。
ダンスコーナー「DANCE DADE」はルパン スミ（LUPIN）が担当している。
初期は「Pitch Odd Mansion」のメンバー、Ace the Chosen onEとRAITAMENが担当するコーナー「MADE YOU "ゆ"LOOK」も設けられていた。
回によってはダンサー・ミュージシャン・タレントなどのゲストが出演する。また、公開収録などのイベントも開催している。
2023年5月23日から、ポッドキャストでの配信も行っている。
2025年4月から6eyesのツチヤチカらが担当するコーナー「CHANCE DA TE」がスタート。

### コーナー
- ライムクライミング～韻の頂～（リスナーからお題に合わせた韻踏みを募集）
- 笑っていいと思う（呂布カルマと鷹の目によるお悩み相談・質問を募集）
- オノマトペディア（毎週出されるお題に独自の解釈を教える大喜利コーナー）
- DANCE DADE（東海地方を中心に注目のダンサーやミュージシャンをLUPINが紹介）
- 呂布カルマ・鷹の目がセレクトする日本語ラップ曲のオンエア[7]
- CHANCE DA TE（ツチヤチカらが毎週リスナーを励ますコーナー）

## 出演者
ナビゲーター
- 呂布カルマ（2019年4月8日 - ）
- 鷹の目（2019年4月8日 - ）

CHANCE DA TE（2025年4月5日-）

・ツチヤチカら（6eyes）

かつて存在していたコーナー
ダンスコーナー「DANCE DADE」担当
- ルパン スミ(LUPIN）

コーナー「MADE YOU "ゆ"LOOK」担当（2019年4月8日 - ）
- Ace the Chosen onE(Pitch Odd Mansion)
- RAITAMEN(Pitch Odd Mansion)

代打アシスタント
- 中川大輔（2021年8月8日）

## 放送時間
以下の時間は日本標準時に基づく。
- 2025年4月6日（4月5日深夜）〜日曜（土曜深夜）1時〜2時
- 2020年10月4日（10月3日深夜）〜 2025年3月30日 : 日曜（土曜深夜）0時30分 〜 2時

過去の放送時間
- 2019年4月8日（4月7日深夜）〜 2020年3月30日（3月29日深夜）: 月曜（日曜深夜）0時30分 〜 2時
- 2020年4月5日（4月4日深夜）〜 2020年9月27日（9月26日深夜）: 日曜（土曜深夜）0時 〜 2時

## 過去のゲスト出演者

### 2020年
| 放送日 | 出演者                        |
| ------ | ----------------------------- |
| 11/21  | Takuji Oyamada（ダンサー）    |
| 11/14  | Takuji Oyamada（ダンサー）    |
| 11/21  | 王様ハろばノ耳・バズーカ      |
| 11/28  | 瑞希（ダンサー）              |
| 12/12  | TAMAMI（ダンサー）            |
| 12/26  | 井筒和幸（映画監督）          |
| 02/09  | 陽哉（EIGHT OH KLASSIX）      |
| 02/02  | WHEEZY!（Pitch Odd Mansion)   |
| 01/12  | akko（Pitch Odd Mansion)      |
| 01/05  | akko（Pitch Odd Mansion)      |
| 03/08  | TANA（カメラマン）            |
| 03/01  | TANA（カメラマン）            |
| 03/15  | TANA（カメラマン）            |
| 07/25  | Samurai（ダンサー）           |
| 08/29  | TOMOYA（ダンサー）            |
| 08/22  | TOMOYA（ダンサー）            |
| 08/15  | キャラメル（ダンサー）        |
| 09/26  | BIGWEST（ダンサー）           |
| 09/19  | BIGWEST（ダンサー）           |
| 11/08  | Yuki Shibuya、AMI（BarnBeat） |

### 2019年
| 放送日 | 出演者                       |
| ------ | ---------------------------- |
| 05/19  | ツチヤチカら                 |
| 06/02  | ピノコ（ラッパー、シンガー） |
| 06/17  | DJ MATSU                     |
| 07/28  | Y-クルーズ・エンヤ           |
| 08/04  | EL BUSTA                     |
| 08/11  | WAGOMU                       |
| 09/08  | けんちゃん                   |
| 10/06  | DJ miyau-D                   |
| 10/13  | DJ miyau-D                   |
| 10/27  | OZworld a.k.a R'kuma         |
| 11/04  | MuKuRo                       |
| 11/10  | MuKuRo                       |
| 11/17  | Takakoh                      |
| 12/01  | JEVA                         |
| 12/08  | JEVA                         |
| 12/15  | ケンチンミン                 |
| 12/22  | ケンチンミン                 |
| 12/29  | Sakko from Pitch Odd Mansion |
| 12/29  | SOCKS                        |